# Conferência da Liga dos Comunistas da Iugoslávia
A Conferência da Liga dos Comunistas da Iugoslávia (LCI) refere-se a três instituições diferentes: a Conferência Territorial que se reuniu antes da LCI tomar o poder, a Conferência anual da LCI que substituiu o Comitê Central da Liga dos Comunistas da Iugoslávia no período de 1969 a 1974, e a conferência nacional do partido que poderia ser convocada por uma decisão do Comitê Central da LCI ou por sugestões das filiais da LCI.
O 9º Congresso da LCI, realizado de 11 a 15 de março de 1969, aboliu o Comitê Central da LCI e delegou a maioria de seus poderes à nova Presidência da LCI e ao novo órgão, a "Conferência da Liga dos Comunistas da Iugoslávia". Ao contrário da instituição anterior conhecida por esse nome, até 1969, este órgão reunia-se anualmente, o que não aconteceu.  De acordo com a académica Helen Hardman, "a conferência parece ter sido concebida com o propósito de gestão de crises".  As conferências foram convocadas para discutir o crescente nacionalismo nas repúblicas, as dificuldades económicas e o fracasso da implementação das políticas acordadas. Em relação à implementação da política, Tito disse na 3ª Conferência, realizada de 6 a 8 de dezembro de 1972: "Não gostaria que esta resolução sofresse o mesmo destino que a resolução do Nono Congresso e da Primeira e Segunda Conferências da LCI, às quais muitas pessoas não prestaram atenção, nem as respeitaram."  Este fracasso foi sentido também em outros órgãos, e o Bureau Executivo também não conseguiu conciliar os interesses republicanos concorrentes. Assim, o 10º Congresso, realizado de 27 a 30 de maio de 1974, aboliu a conferência e restabeleceu o Comitê Central da LCI.  Uma nova instituição, também denominada "Conferência da Liga dos Comunistas da Iugoslávia", foi criada pelo 12º Congresso, realizado de 26 a 29 de junho de 1982.  Esta instituição partilhava várias características com a conferência pré-1969 e com as instituições de conferências do partido comunista de outros partidos comunistas governantes. 
A última encarnação da Conferência da LCI foi convocada uma vez, de 29 a 31 de maio de 1988, como a "Conferência da Liga dos Comunistas da Iugoslávia para a Consolidação da Ideologia Política do Papel de Liderança do Partido e para a Unidade e Responsabilidade da LCI na sua Luta para Sair da Crise Sócio-Econômica".  Esta instituição deveria ser convocada entre dois congressos partidários, por ordem do Comité Central da LCI.  O Comitê Central da LCI tinha o direito exclusivo de convocar a conferência. A Presidência da LCI, um comité central de um ramo republicano e o comité provincial de uma província autónoma tinham o direito de propor a convocação de uma conferência do partido ao Comité Central da LCI, que poderia aceitar ou rejeitar.  O 13º Congresso, realizado de 25 a 28 de junho de 1986, alterou o estatuto do partido para declarar que a conferência deveria "buscar a contribuição dos membros, das principais organizações do partido e de outros órgãos da LCI na revisão e decisão da posição e política da LCI sobre questões ideológicas, políticas, socioeconômicas e outras significativas entre dois congressos, o CC da LCI pode se reunir conforme necessário, mas apenas uma vez durante um mandato, a conferência da LCI."  O 13º Congresso também esclareceu que o Comitê Central da LCI, e não suas filiais, era responsável por organizar a eleição de delegados para a conferência. 

## Conferências

### Conferências Territoriais (1922–1940)
| Conferência     | Data                      | Duração | Delegados | Local                 | Ref.   |
| --------------- | ------------------------- | ------- | --------- | --------------------- | ------ |
| 1.ª Conferência | 3–17 de julho de 1922     | 15 dias | 22        | Viena, Áustria        | [ 9 ]  |
| 2.ª Conferência | 9–12 de maio de 1923      | 4 dias  | ?         | Viena, Áustria        | [ 10 ] |
| 3.ª Conferência | 1–4 de janeiro de 1924    | 4 dias  | 35        | Belgrado, Iugoslávia  | [ 11 ] |
| 4.ª Conferência | 24–25 de dezembro de 1934 | 13 dias | 25        | Ljubljana, Iugoslávia | [ 12 ] |
| 5.ª Conferência | 19–23 de outubro de 1940  | 6 dias  | 105       | Dubrava, Iugoslávia   | [ 13 ] |

### Conferências do 9.º Congresso (1969–1974)
| Meeting         | Data                     | Duração | Delegados | Local                | Ref.   |
| --------------- | ------------------------ | ------- | --------- | -------------------- | ------ |
| 1.ª Conferência | 29–31 de outubro de 1970 | 3 dias  | 280       | Belgrado, Iugoslávia | [ 14 ] |
| 2.ª Conferência | 25–27 de janeiro de 1972 | 3 dias  | 367       | Belgrado, Iugoslávia | [ 15 ] |
| 3.ª Conferência | 6–8 de dezembro de 1972  | 3 dias  | 367       | Belgrado, Iugoslávia | [ 16 ] |
| 4.ª Conferência | 10–11 de maio de 1973    | 2 dias  | 345       | Belgrado, Iugoslávia | [ 17 ] |

### Conferência (1974–1990)
| Meeting         | Data                  | Duração | Delegados | Local                | Ref.   |
| --------------- | --------------------- | ------- | --------- | -------------------- | ------ |
| 1.ª Conferência | 29–31 de maio de 1988 | 3 dias  | 784       | Belgrado, Iugoslávia | [ 18 ] |